# Tatiana Gaviola
Tatiana Gaviola Artigas (n. Chile, 1962) é uma diretora de cinema e televisão chilena.

## Biografia
É filha do escritor Hugo Gaviola. Tatiana Gaviola realizou seus estudos universitários na Escola de Artes da Comunicação da Pontifícia Universidade Católica de Chile. Iniciou sua carreira filmando documentários, utilizando como formato o vídeo, que era mais acessível e econômico naquela época. Seu primeiro documentário foi Nguillatún, o qual estava centrado no povo mapuche. Posteriormente filmou junto a Joaquín Eyzaguirre o documentário Tempo para um líder, baseado na figura do ex-presidente Eduardo Frei Montalva, quem durante aqueles anos foi um opositor à ditadura militar. O documentário foi proibido a princípio, mas a decisão foi apelada e foi finalmente exibido de forma restringida.
Em 1988 estreou Anjos, um média-metragem escrito junto a Diamela Eltit e Delfina Guzmán. A história gira em torno de um grupo de estudantes desaparecidos, e contou com a atuação de Adriana Vaccareza, Amparo Noguera, Francisco Reis e Claudio Arredondo, entre outros. O filme ganhou um convite ao Museu de Arte Moderna de Nova York. Entre 1993 presidiu a Associação Chilena de Produtores. Posteriormente dirigiu o longa-metragem Meu último homem, o qual foi escrito por Jorge Durán e protagonizado por Claudia Dei Girólamo.
Também tem trabalhado em televisão. Esteve a cargo da direção das séries Repórteres urbanas e Contos de mulheres.
Dirigiu a Escola de Cinema da Universidade Pérez Rosales entre os anos 2003-2006. Entre os anos 2007 e 2011 foi Diretora Audiovisual da Fundação Imagem de Chile.
No ano 2009 estreou o filme Teresa, que está inspirada na vida da escritora Teresa Wilms Montt. O papel principal foi interpretado por Francisca Lewin, quem compartilhou a tela com os atores Diego Casanueva e Juan Pablo Ogalde.

## Filmografia

### Cinema
- 2009 - Teresa
- 1996 - Meu último homem
- 1988 - Anjos
- 1986 - Morte em Santa Maria de Iquique
- 1984 - Eu não lhe tenho medo a nada
- 1984 - Machalí, 1951. Fragmentos de uma história
- 1983 - Tantas vidas, uma história
- 1982 - Tempo para um líder
- 1981 - Nguillatún

### Televisão
- 2006 - Repórteres urbanas
- 2003 - Os cães de caça
- 2003 - Contos de mulheres

## 2
1. ↑  «En Santo Domingo falleció el padre de la cineasta Tatiana Gaviola». SoyChile. 31 de janeiro de 2013. Consultado em 23 de março de 2013
2. ↑  Mouesca, Jacqueline. «Tatiana Gaviola». Cine Chile. Consultado em 23 de março de 2013
3. 1 2  «Tatiana Gaviola». CineLatinoamericano.org. Consultado em 23 de março de 2013
4. ↑  «Mi último hombre (1996)». IMDb (em inglês). Consultado em 23 de março de 2013
5. ↑  «Teresa (2009)». IMDb (em inglês). Consultado em 23 de março de 2013